# Visitación Badana
Visitación Badana Ribagorda(sinh ngày 2 tháng 7 năm 1937) là một vận động viên người Philippines. Cô đã tham gia cuộc thi nhảy xa nữ tại Thế vận hội Mùa hè năm 1960.